# Армен, Мкртич
Мкртич Арме́н (настоящее имя — Мкртич Григо́рьевич Арутюнян, арм. Մկրտիչ Արմեն [Մկրտիչ Գրիգորի Հարությունյան]; 14 [27] декабря 1906, Александрополь, ныне Гюмри — 22 декабря 1972, Ереван) — советский армянский прозаик и поэт. Заслуженный деятель культуры Армянской ССР.

## Биография

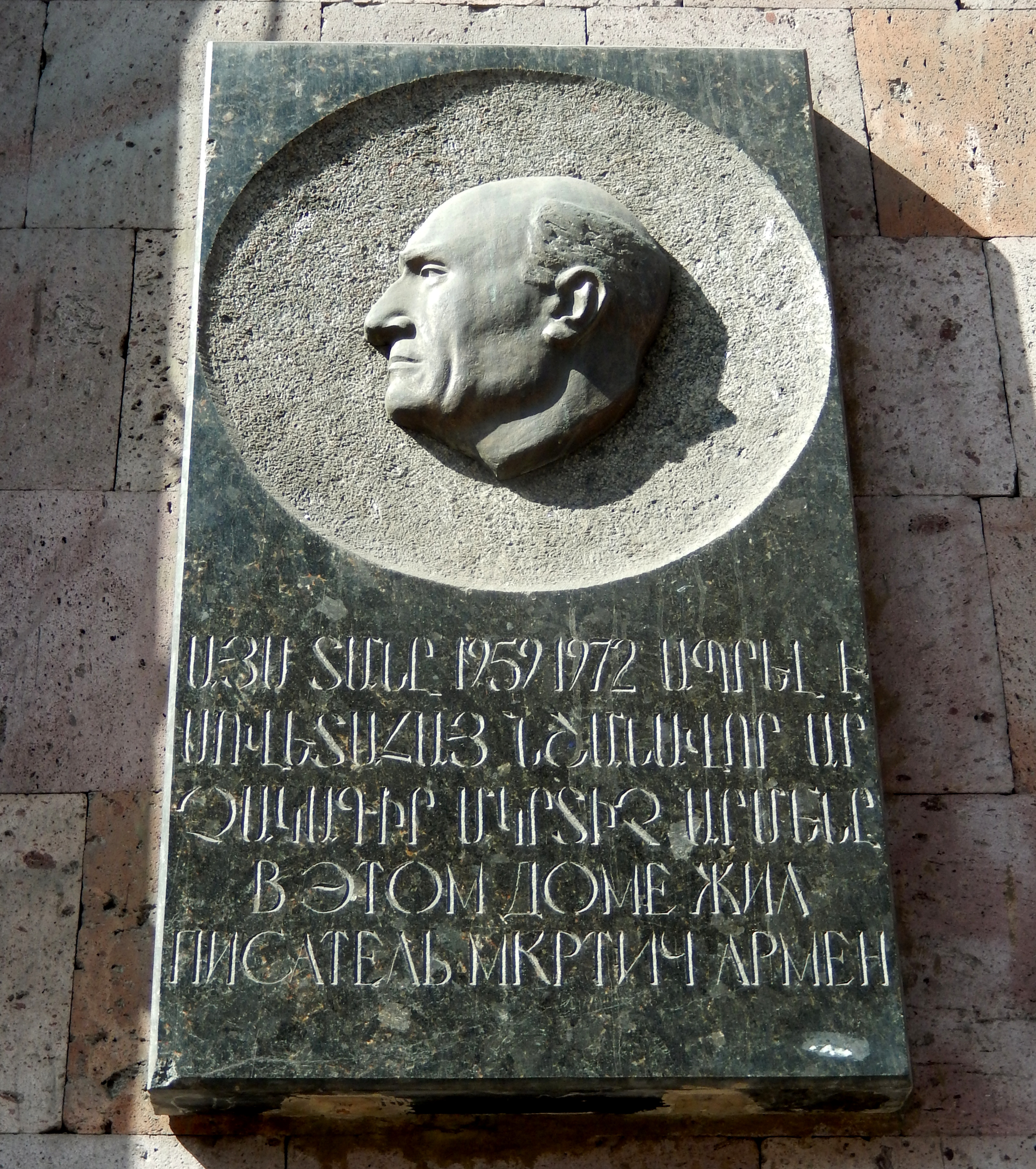
Мемориальная доска в Ереване

Родился в семье ремесленника. С 1921 по 1925 год находился на партийной работе. Его первое стихотворение было опубликовано в 1923 году, первый сборник стихов, «Ширканал», — в 1925 году; в том же году основал в Ленинакане (как тогда назывался Гюмри) литературный кружок «Октябрь», члены которого вскоре присоединились к кружку «Ноябрь» Е. Чаренца. В конце 1925 года переехал в Ереван, где сотрудничал в ряде литературных журналов. С 1930 по 1932 год учился в Московском институте кинематографии. В 1934 году вступил в Союз писателей СССР. В 1937 году был арестован по обвинению в антигосударственной деятельности, находился в трудовом лагере на Севере, но после войны был реабилитирован и освобождён.
Творческое наследие включает романтические рассказы, лирические повести, среди которых наиболее известны повести «Зубейда» (1928), «Скаут № 89» (1933) и «Родник Эгнар» (1935, русский перевод — 1936), в которой воссоздана картина жизни старого Гюмри и который считается одним из лучших произведений армянской литературы 1930-х годов. В романе «Ясва» (1953, русский перевод — 1954) показал жизнь и труд армян на Крайнем Севере в эпоху Великой Отечественной войны. Другим известным его романом является «Ереван» (1953, русский перевод — 1954), в котором дана разноплановая картина городской жизни и который отличается большим стилистическим разнообразием. Ввиду сочетания натуралистических, романтических и реалистических элементов роман в советское время был раскритикован за отход от принципов социалистического реализма и оставался практически неизвестен. Также известен как переводчик на армянский язык произведений Шолохова, Фадеева и других советских писателей.

## Награды
- орден Трудового Красного Знамени (27.06.1956)
- медали
- заслуженный деятель культуры Армянской ССР